# Moorcroft (Wyoming)
La ville américaine de Moorcroft est située dans le comté de Crook, dans l’État du Wyoming. Sa population s’élevait à 1 009 habitants lors du recensement de 2010.

## Source
- (en) Cet article est partiellement ou en totalité issu de l’article de Wikipédia en anglais intitulé « Moorcroft, Wyoming » (voir la liste des auteurs).